# Franciscus van den Enden

Skizze seiner Hinrichtung vor der Bastille, etwa 1674

Franciscus van den Enden, latinisiert Affinius (* 5. Februar 1602 in Antwerpen; † 27. November 1674 in Paris), war ein niederländischer Jesuit, Freidenker, Schulleiter und Kunsthändler. Er war Lehrer von Baruch de Spinoza und früher Vertreter demokratischer Staatsideen. Er wurde als Verschwörer gegen Ludwig XIV. hingerichtet.

## Leben

### Anfangszeit in Antwerpen

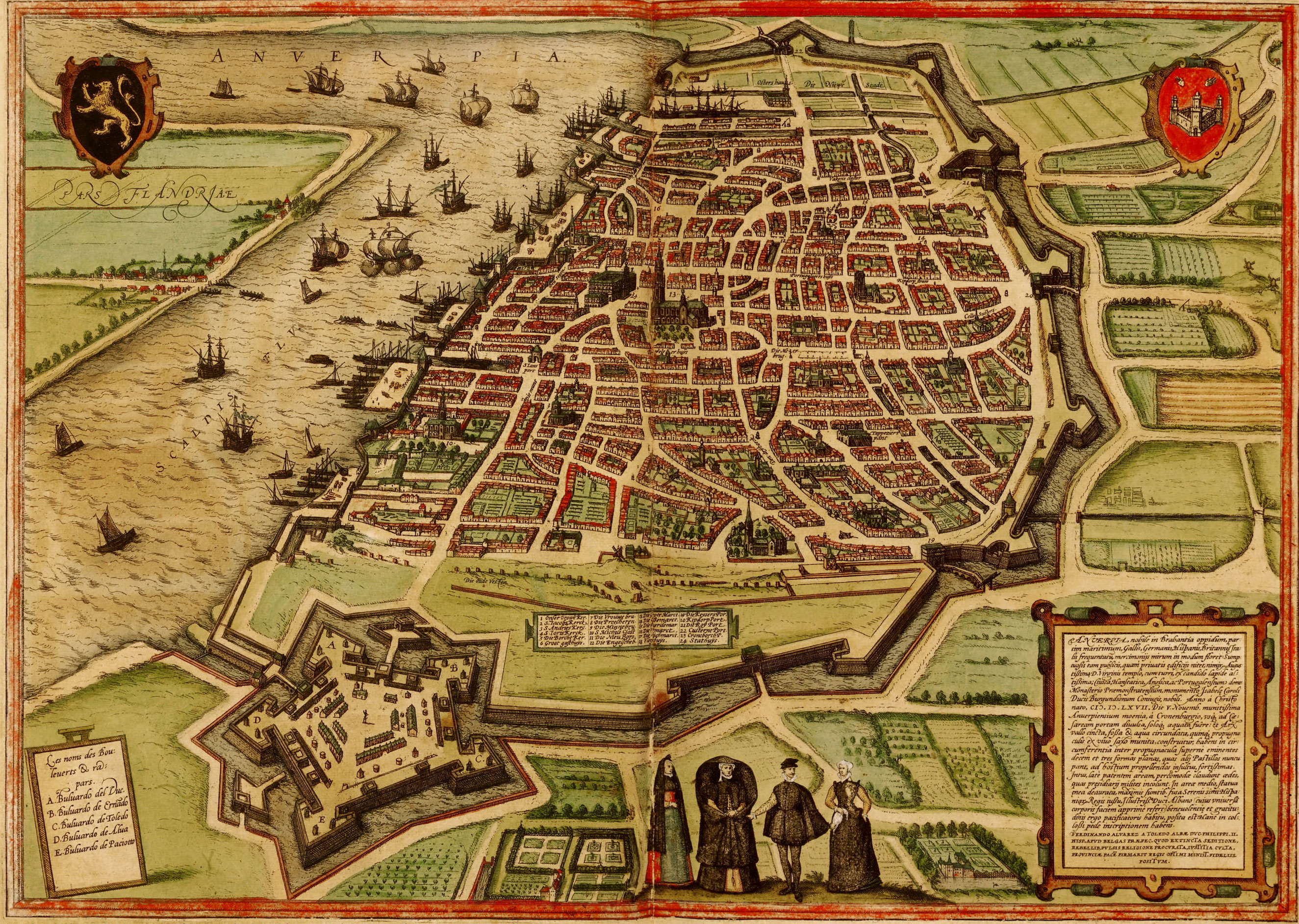
Antwerpen 1572

Van den Enden war der Sohn eines Webers. Er besuchte die Kollegien der Augustiner und Jesuiten in Antwerpen und trat 1619 als Novize in Mechelen dem Jesuitenorden bei; 1621 war sein Noviziat beendet und er studierte ein Jahr in Löwen Philosophie und erwarb in Antwerpen den Grad eines Magisters in Grammatik. Bei den Jesuiten erhielt er nicht nur eine sehr gute Ausbildung in Latein und Rhetorik, sondern lernte auch Griechisch und wahrscheinlich auch Mathematik. 1624 begann er in Mechelen und in den Jahren darauf in verschiedenen anderen Jesuitenkollegien zu unterrichten (Oudenaarde, Aalst, Sint-Winoksbergen, Kassel). 1629 ging er wieder nach Löwen, um Theologie zu studieren. 1633 wurde er aus unbekannten Gründen aus dem Orden entlassen. Er veröffentlichte neulateinische Gedichte, abgedruckt in Werken des spanischen Augustiners Bartolomé de los Ríos y Alarcón, Phoenix Thenensis (Antwerpen 1637) und Hierarchia Mariana 1641. Die Veröffentlichungen standen in Zusammenhang mit dem andauernden Krieg der Spanier gegen die Niederländer: zum Beispiel der Zerstörung von Tienen (1635). Es ist wahrscheinlich, dass Van den Enden darin verwickelt war, wie sein Bruder Johannes, der als Priester bei der Niederlage der Spanier unweit Sint Philipsland (Seeschlacht auf dem Slaak, 1631) gefangen wurde. In der Hierarchia Mariana wird auch erwähnt, er sei Mediziner. Außerdem arbeitete er im Kunst- und Buchhandel, wie sein Bruder Martinus, ein führender Drucker von Kunstblättern in Antwerpen, der Drucke von Peter Paul Rubens und Anthonis van Dyck (die 80 Blätter seiner Iconographie) veröffentlichte und vertrieb. Am 11. März 1640 heiratete er in Antwerpen die aus Danzig stammende Clara Maria Vermeeren. Aus dieser Ehe hatte er mehrere Kinder, als erstes die Tochter Clara Maria 1641.

### Amsterdam
Ende der 1640er Jahre zog er nach Amsterdam und eröffnete einen Kunst- und Buchhandel in der Nes, der aber schlecht lief und Anfang der 1650er Jahre eingestellt wurde. In dieser Zeit hatte er  Kontakt zu dem damals sehr angesehenen Maler Jan Lievens, der ihm Geld schuldete. Da er eine große Familie zu versorgen hatte, gründete er danach eine Lateinschule am Singel, zuerst erwähnt 1654 anlässlich eines Stücks zur Hochzeit von Cornelia van Vlooswijck. Die Schule war besonders bei vornehmen Patriziern beliebt, die ihre Söhne hier das für das Studium notwendige Latein lernen lassen konnten, statt sie auf die von strengen Calvinisten geleiteten öffentlichen Schulen zu schicken. Seine Schüler führten lateinische Theaterstücke auf (zum Beispiel von Terenz, Seneca, eine Medea mit seinen Töchtern in Hauptrollen und Philedonius, eine Adaptation von Vergils Aeneis), erschienen 1657 mit einem einleitenden Gedicht von Joost van den Vondel. 1657/58 gaben seine Schüler acht Aufführungen im Stadttheater. Ende der 1650er Jahre waren Spinoza und der Anatom Theodor Kerckring (der 1671 Van der Endens älteste Tochter Clara Maria heiratete) seine Schüler. Seine Familie war inzwischen gewachsen: neben Clara Maria (* 1641) die Zwillinge Anna und Adriana Clementina (* 1648, Anna starb früh), der Sohn Jacobus (* 1650, früh verstorben) und Marianna (* 1651). Auch seine Töchter unterrichtete er an seiner Lateinschule, wobei sie so gute Fortschritte machten, dass sie ihn im Unterricht unterstützten.

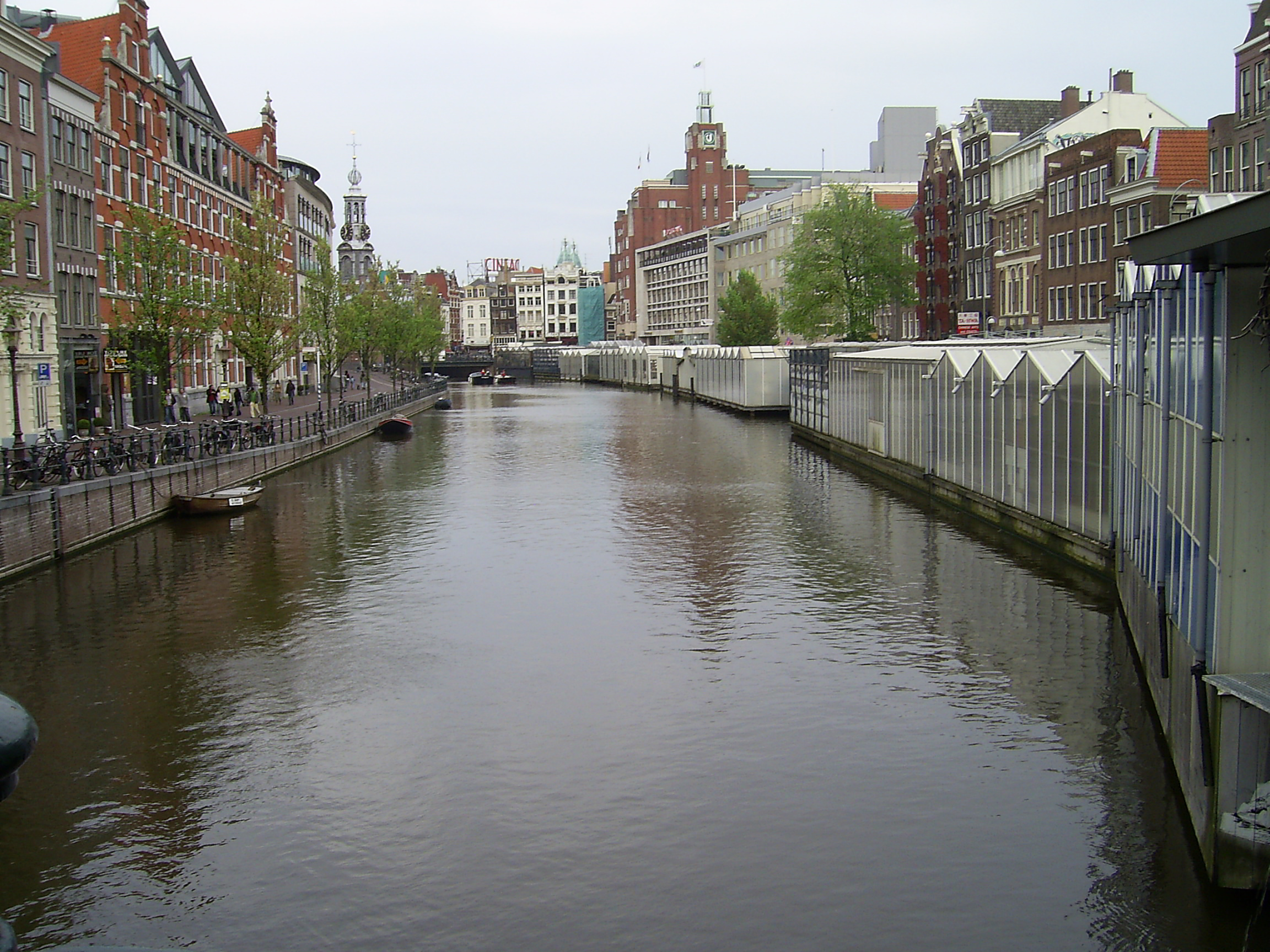
Amsterdam, Singel, die Lateinschule von van den Enden war links im Haus mit dem Stufengiebel.

Er veröffentlichte Kort Verhael van Nieuw Nederland (1662) über die Gründung einer Kolonie in den Neu-Niederlanden, im heutigen Delaware, in Zusammenhang mit entsprechenden Plänen von Pieter Corneliszoon Plockhoy und anderen, die sich für Demokratie und Sozialverantwortung des Staates einsetzten (Vrye Politijke Stellingen, 1665). Er setzte sich für religiöse Toleranz ein, für einen säkularen Staat, für Erziehung als staatliche Aufgabe mit öffentlich zugänglichem Wissen, Unterricht für Jungen und Mädchen, humanen Strafvollzug und gegen Sklaverei. Aufgrund seiner Pamphlete ist ein Einfluss auf das politische Denken Spinozas postuliert worden. Spinoza selbst erwähnt Van den Enden aber nirgends in seinen Werken, wohl ist umgekehrt eine Beeinflussung durch die Schriften Spinozas möglich. Wenn Van den Enden schreibt, Religion sei in erster Linie ein Mittel der Mächtigen, das Volk zu knechten, folgt er damit Ansichten von Niccolò Machiavelli und Pieter de la Court. Van den Enden vertrat auch ähnlich wie Spinoza pantheistische Ansichten. Im Zweiten Englisch-Niederländischen Krieg bot er 1665 Johan de Witt Pläne für eine Geheimwaffe an. In Amsterdam galt er als Cartesianer und Atheist (offiziell war er nach wie vor Katholik), dem deswegen öffentliche Disputationen vom Magistrat untersagt waren. Zeitweise bewegte er sich auch in alchemistischen Kreisen (Einfluss von Franciscus Mercurius van Helmont).
Wann genau Spinoza Schüler der Lateinschule wurde, ist nicht genau bekannt, möglicherweise schon 1654, vor seinem Ausschluss aus der jüdischen Gemeinde, vielleicht erst 1657. Ebenso ist nicht genau bekannt, was er seine Schüler außer Latein und Rhetorik lehrte. Nach Aussagen seines Schülers Kerckring gehörte dazu auch eine Einführung in die freien Künste und Philosophie.
In seiner Lateinschule in Amsterdam traf er viele der aus Frankreich geflohenen oder exilierten Oppositionellen gegen Ludwig XIV., zum Beispiel aus den Zeiten der Fronde Gilles du Hamel, Sieur de Tréaumont (auch Latréaumont), der 1665 bis 1669 in Amsterdam lebte, und Guy-Armand de Gramont, Grafen von Guiche (1637–1673), der seit 1665 in Amsterdam war, aber nach van den Endens späteren Aussagen beim Verhör in Frankreich nicht in die Verschwörung eingeweiht war. In Gesprächen mit diesen und anderen Oppositionellen entstanden Pläne, in der Normandie nach van den Endens Plänen eine ideale Republik zu errichten. Van den Enden selbst sprach fließend Französisch und Spanisch. Er geriet zunehmend in Konflikt mit dem Behörden in Amsterdam und nach der Verurteilung von Adriaan Koerbagh 1668, bei der er und Spinoza als schlechter Einfluss genannt wurden, sah er seine Situation in Amsterdam bedroht.

### Verschwörung gegen Ludwig XIV., Ende in Paris
1671 zog er nach Paris und gründete dort eine Lateinschule (Hôtel des Muses) im Pariser Viertel Picpus, wobei ihm seine alten französischen Kontakte halfen. Möglicherweise strebte er zunächst auch eine Position als Arzt oder Berater am Hof an. 1672 heiratete er ein zweites Mal, die 53-jährige Witwe Catharina Medaens.
1674 war er in eine Verschwörung unter Leitung des alten Frondisten Louis de Rohan gegen Ludwig XIV. verwickelt, ebenso wie La Tréaumont (der ebenfalls nach Frankreich zurückgekehrt war), der normannische Adlige de Préaux und andere. Die Verschwörer wollten den König umbringen und in der Normandie eine Republik gründen. Van den Enden entwarf deren Verfassung und hielt für die Verschwörer Kontakt in die spanischen Niederlande, wohin er am 25. August 1674 reiste, um den Grafen de Monterey, Statthalter der spanischen Niederlande, zu treffen. Eine chiffrierte Botschaft in der Gazette de France informiert die Verschwörer in Frankreich vom Erfolg der Verhandlungen. Kaum war Van den Enden am 17. September 1674 aus Brüssel zurückgekehrt, hörte er, dass die Verschwörung verraten wurde. Er versuchte noch zu flüchten, wurde aber kurz danach am 20. September bei Paris verhaftet. La Tréaumont widersetzte sich am 12. September der Verhaftung in Rouen und starb an einer Verwundung, nachdem er sich mit zwei Schüssen verteidigt hatte. Die Verschwörer waren durch einen von Van den Endens Logiergästen, den die Treffen der Verschwörer bei Van den Enden misstrauisch gemacht hatten, an den Kriegsminister Louvois verraten. Van den Enden, in dem man einen holländischen Agenten vermutete und über den man belastende Papiere bei La Tréaumont gefunden hatte (unter anderem eine französische Übersetzung seines oben erwähnten Pamphlets von 1665), gab in Verhören, in denen er teilweise gefoltert wurde, die Beteiligung zu und erläuterte seine Pläne für eine demokratische Republik, wobei er als ideale Staaten die von Platon (mit einem Philosophen-König an der Spitze), Hugo Grotius (Oligarchien ähnlich der niederländischen Republik), Thomas More (Utopia) und seine eigene Vorstellung eines demokratischen Staats erwähnt. Die adligen Anführer (darunter Rohan, De Préaux und dessen Geliebte Madame de Villars) wurden im Beisein zahlreicher Zuschauer im Innenhof der Bastille nacheinander enthauptet. Als Nicht-Adliger wurde Van den Enden am 27. November 1674 vor der Bastille gehängt.

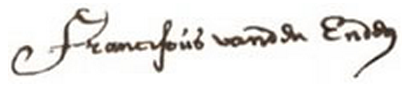
Unterschrift von Franciscus van den Enden

In seiner Zeit in Paris traf Van den Enden auch bei Antoine Arnauld mit Gottfried Wilhelm Leibniz zusammen und Leibniz besuchte ihn in seinem Haus. Dieser zeigte sich im Gespräch mit Spinoza wie dieser selbst entsetzt über die Verhaftung und Hinrichtung Van den Endens.

## Schriften
- Philedonius, zuerst Amsterdam 1657, Kritische Ausgabe von Marc Bedjai, Paris: Kimé 1994 (auch in dem unten angegebenen Buch von O. Proietti)
- Kort Verhael van Nieuw-Nederlants, Amsterdam 1662, möglicherweise bei Jan Rieuwertsz oder Pieter Arentz, der Autor benutzt die Initialen H. V. Z. M. (Houdt Van Zaken Meest, Der, der die Dinge am meisten liebt)., pdf
- Vrye Politijke Stellingen, Amsterdam 1665 (ebenfalls unter den Initialen H. V. Z. M.)
  - Neuausgabe, Herausgeber W. Klever, Wereldbibliotheek, 1992
- Free Political Propositions and Considerations of State (1655). Englische Übersetzung mit biographischen Dokumenten und einem Auszug aus Kort Verhael, Herausgeber W. Klever, 2007.